# Tancoigné
Tancoigné korábbi község Franciaország Loire mente régiójában, Maine-et-Loire megyében. 2016. január 1-jén hat másik korábbi községgel egyesült és Lys-Haut-Layon új község része lett.
Lakosainak száma 314 fő (2018. január 1.). Tancoigné La Fosse-de-Tigné, Nueil-sur-Layon, Saint-Georges-sur-Layon és Trémont községekkel határos.

## Népesség
A település népessége az elmúlt években az alábbi módon változott:
| Lakosok száma | 260  | 273  | 257  | 251  | 221  | 303  | 346  | 348  | 337  | 314  |
|               | 1962 | 1968 | 1982 | 1990 | 1999 | 2008 | 2011 | 2013 | 2017 | 2018 |